# Cal Terri
Cal Terri és una masia de Perafita (Lluçanès) inclosa a l'Inventari del Patrimoni Arquitectònic de Catalunya.

## Descripció
Construcció de planta rectangular amb la teulada a doble vessant i consta de planta baixa, un pis i golfes. Els murs són de pedra actualment reforçada amb ciment i s'han construït diversos annexes adossats a la casa. El teulat s'ha fet nou i s'ha canviat la seva orientació per a poder aixecar el sostre de les golfes; actualment el carener de la teulada va perpendicular a la façana principal. A la part del darrere de la casa s'hi adossa un porxo i el paller de la banda esquerra de la façana s'ha incorporat a la casa. Les obertures de la façana tenen llinda de pedra; a la planta baixa hi ha la porta al centre i una finestra a cada banda i als altres dos pisos hi ha tres finestres seguint el mateix eix que les obertures de la planta baixa.